# 주갓코역
주갓코역(일본어: 中学校駅)은 일본 지바현 사쿠라시에 위치한 야마만 유카리가오카 선의 역이다.

## 역사
- 1982년 11월 2일: 영업 개시.
- 2009년: 역 주변의 개발이 진행되면서 이용객의 증가를 예상하고 역사 개축.

## 역 구조
단선 승강장 1면 1선의 지상역이고 무인역이다. 비탈길이 있다. 역사는 도로에서 약간 떨어진 곳에 있다.

## 역 주변
미야노다이 지구로 가는 길목에 해당하는 역에 인접하고 있어 주변에 상업 시설이 입주해 있다.
- 사쿠라 시립 이노 중학교
- 미야노모리 공원
- 비오 토피아
- 아사마 신사
- 로손 사쿠라 미야노다이 1초메점

## 사진

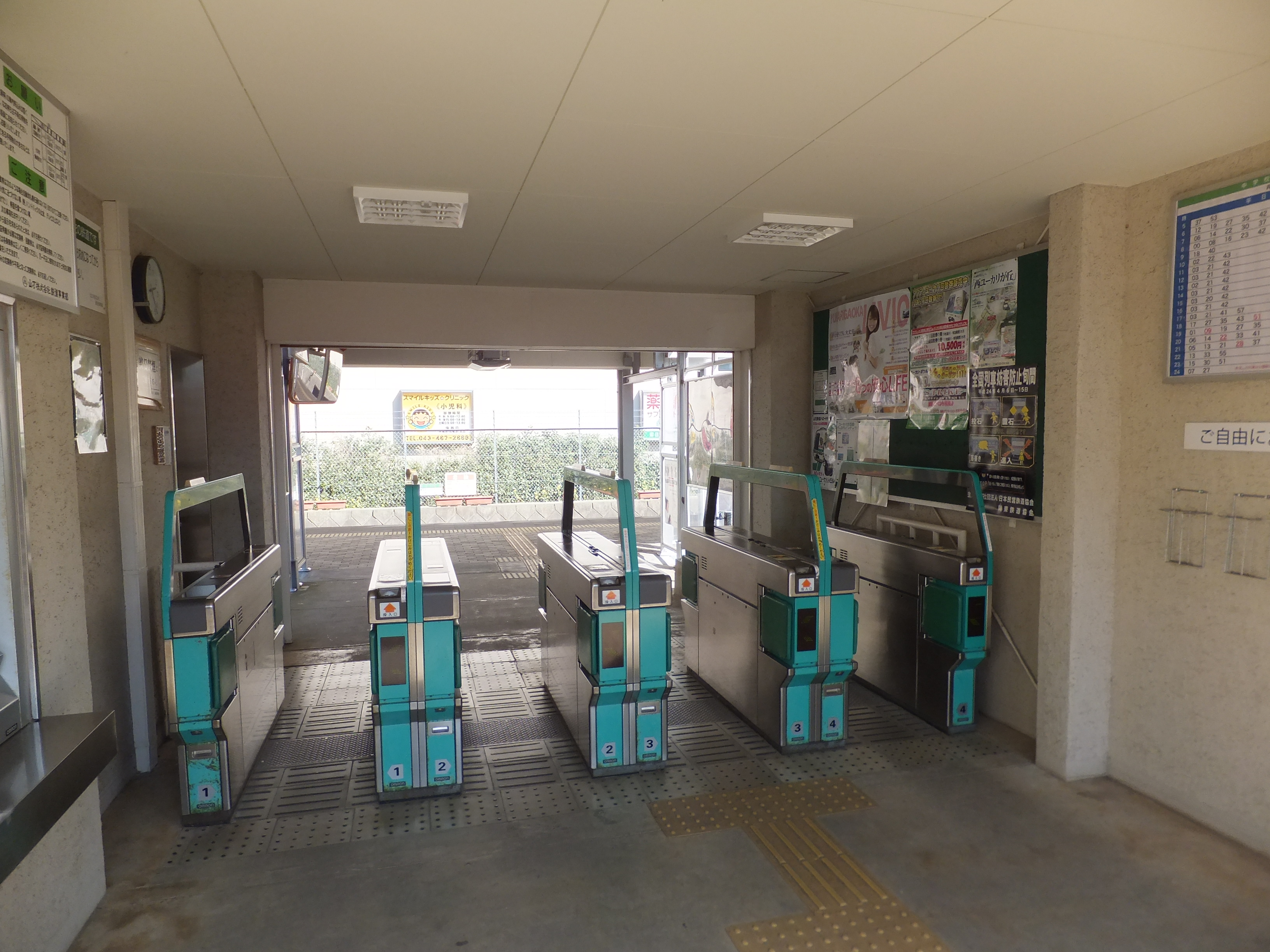
개찰구

## 인접역
| 야마만 ■ 유카리가오카 선 | 야마만 ■ 유카리가오카 선 | 야마만 ■ 유카리가오카 선 |
| ------------------------ | ------------------------ | ------------------------ |
| 조시다이                 |                          | 이노                     |